# Maria Anna Teresa Wazówna
Maria Anna Teresa (ur. 1 lipca 1650 w Warszawie, zm. 1 sierpnia 1651 tamże) – królewna polska, córka Jana II Kazimierza i Ludwiki Marii Gonzagi.
Chrzest królewny odbył się 2 sierpnia 1650 w kolegiacie św. Jana w Warszawie. Sakramentu udzielił prymas Maciej Łubieński. Chrzestnymi dziewczynki była para cesarska Ferdynand III Habsburg i Eleonora Gonzaga (zastępowani przez Karola Ferdynanda Wazę i podkanclerzynę litewską Teodorę Krystynę Sapieżynę), a także papież Innocenty X (reprezentowany przez nuncjusza Giovanniego de Torres).
W planach rodziców miała być oddana do zakonu karmelitanek.
Pogrzeb Marii Anny Teresy odbył się 12 sierpnia 1651 w kościele sióstr Karmelitanek w Warszawie. Podczas uroczystego nabożeństwa królewnę pochowano w habicie zakonnym pod wielkim ołtarzem. Jej szczątki kilkukrotnie zmieniały lokalizację. W 1652 po umieszczeniu w trumnie z pozłacanej miedzi przeniesiono je do kościoła św. Ducha, w 1663 pod ołtarz klasztoru Karmelitanek w dawnym pałacu Kazanowskich, ostatecznie pod kaplicę Res Sacra Miser przy Krakowskim Przedmieściu.